# Sénat (Belize)
Pour les autres articles nationaux ou selon les autres juridictions, voir Sénat.
Législature 2025-2030
Bâtiment de l'Assemblée nationale
Le Sénat (en anglais : Senate) est la chambre haute de l'Assemblée nationale du Belize.
Le Sénat est composée de 13 sénateurs nommés par le gouverneur général selon plusieurs critères,.

## Nomination
Sur les 13 sénateurs le gouverneur général en nomme 6 sur recommandation du Premier ministre et 3 sur celle du chef de l'opposition. Les 4 derniers sénateurs sont nommés sur proposition de différents acteurs de la vie civile qui en recommandent chacun un. Les acteurs civils sont : 
- le Conseil des Églises du Belize et de l'Association évangélique des Églises ;
- la Chambre de commerce et d'industrie du Belize et du Conseil des entreprises du Belize ;
- le Congrès national des syndicats du Belize et du Comité de direction de la société civile ;
- les organisations non gouvernementales (ONG) en règle[2],[C 1].

Pour être éligible au Sénat, il est nécessaire d'avoir plus de 18 ans, être citoyen bélizien et avoir résidé dans le pays depuis plus d'un an.
Les cas d'inéligibilité à la fonction incluent l'allégeance à un État étranger, la résidence dans le pays depuis moins d'un an, l'altération constatée des facultés mentales en vertu de la loi, la condamnation à la peine de mort ou à un emprisonnement supérieur à douze mois, l'appartenance à la Chambre des représentants, aux forces armées  ou à la police, ainsi que le fait d'être sous contrat avec le gouvernement.

## Présidence
- Président : Carolyn Trench Sandiford depuis le 11 décembre 2020 ;
- Greffier de l'Assemblée nationale : Eddie Webster depuis le 12 avril 2010[2].

### Constitution du Belize
- (en)  Belize. « Constitution du Belize » [lire en ligne]

1. 1 2  Article 61
2. ↑  Article 62
3. ↑  Article 63

### Autres références
1. ↑  (en) Assemblée nationale du Belize, « History of the Legislature of Belize », sur nationalassembly.gov.bz (consulté le 12 février 2021).
2. 1 2 3  Union interparlementaire, « Belize Sénat - À propos du parlement », sur data.ipu.org (consulté le 1er février 2021).